# Nico Perrone
Nico Perrone, all'anagrafe Nicola Carlo Perrone (Bari, 27 aprile 1935), è un saggista e storico italiano.

## Biografia
Allievo di Francesco Capotorti e Benedetto Conforti, si laurea con lode in Storia delle relazioni internazionali all'Università di Bari, vince borse di studio per lo University College Dublin, Irlanda, e l'Università di Sofia, Bulgaria (Sofiyski Universitet).
Assunto all'Eni, a Roma (1962-1965), designato dal presidente Enrico Mattei a rappresentare l'ente presso il Ministro per la riforma della Pubblica Amministrazione, Giuseppe Medici, diviene membro di commissioni di studio interministeriali (1962). Passa a un'altra holding di Stato, l'EFIM (1964) come responsabile dell'Ufficio partecipazioni.
Lavora poi a Bari, nella Editori Laterza (1967). Per un'altra casa editrice (Dedalo Libri, Bari) dirige una collana  (America, 1980-1984). Fa parte del comitato scientifico delle riviste Giano (2003-2007) e Storia in rete (dal 2005).
Scrive su Il politico (1963), Il Ponte (1973-1991), Quaderni di storia (1976, 1983), Belfagor (1977), Rivista di storia contemporanea (1977-1990), Studi piacentini (1994), Giano (1998-1999), Guerre & pace (2001-2003), l'Ernesto (2003-2010), Athanor (2005, 2007, 2009, 2016, 2017). Ha collaborato con il manifesto (1973-2000, 2015), Quotidiano dei lavoratori (1975-1976, con lo pseudonimo Klaus Eproner), Il Lavoro (1979), La Gazzetta del Mezzogiorno (dal 1989), Liberazione (1995-2001), e occasionalmente con Critica sociale (1978-1979), Panorama (1979-1989), il Mondo (1982), la Rinascita della sinistra (1999-2008), Formiche (2008), Corriere della sera (6 ott. 2010: Quel maestro di doppiezza che unì Napoli all'Italia), Le Monde diplomatique (dal 2017). Scrive sui periodici Monthly Review (ed. italiana, 1968-1976) e Limes (2011). Fonda e dirige a Bari i periodici La Voce (1971), i Quinterni, e Leonora: rivista di dibattito politico economico culturale (2014).
Collaboratore della RAI (1978-2006), per Radio 3 ha tenuto conversazioni radiofoniche a Spazio Tre (1978-1984) e una settimana di Prima pagina (5-11 gennaio 1986); per Radio 2 ha tenuto venti trasmissioni del programma Alle 8 della sera (24 aprile - 19 maggio 2006). Ha collaborato occasionalmente anche con la televisione Westdeutscher Rundfunk (Colonia, Germania, 2001) e alla Radio Vaticana per commentare la politica degli USA (2009-2013).
All'Università di Bari è stato professore di Storia dell'America, Storia Contemporanea e Storia moderna (1977-2006: incaricato, quindi associato, titolare di un corso libero), nonché direttore dell'Istituto di Storia moderna e contemporanea (1988-1990, 1991-1994). A lungo Visiting Professor in Danimarca (presso l'Università di Roskilde, 1991-2006, la Business School di Copenaghen, 1992-1993, ed il master universitario internazionale diretto dell'Università di Roskilde a Lugano) ed in Albania (Universiteti Zoja e Këshillit Të Mirë, Tirana, 2008). Invitato negli USA dallo  International Visitor Leadership Program (IVLP) nel 1986, vi ha tenuto seminari e conferenze ed è stato nominato cittadino onorario dello Stato del Nebraska. Ha fatto parte dello Advisory Board del Federico Caffè Center (Roskilde, Danimarca, 1995-2017), per il quale è stato condirettore insieme a Bruno Amoroso di Economics & Society (collana di libri, 1992-1994). È stato uno dei fondatori e vicepresidente del master universitario "Society, Science & Technology in Europe" (Louvain-la-Neuve, Belgio, 1995-1996).
Iscritto alla CGIL fin da quando lavorava all'ENI, al PCI prima ed a Rifondazione Comunista dopo, è stato uno dei fondatori della Federazione della Sinistra (FDS) costituita da PRC, PDCI e altri, nel cui Consiglio nazionale figura fino allo scioglimento (2009-2012).

## Pubblicazioni
- 1963-1964. Convenzioni internazionali per la tutela previdenziale dei lavoratori migranti (1 vol. monografico e 3 voll. di convenzioni annotate), Roma, ENI.
- 1980. Due secoli di capitalismo USA (con Richard Drinnon - Richard C. Edwards - David Green - Paul Mattick - Howard Zinn), Bari, Dedalo Libri. CL 22-3737-7
- 1989. Mattei, il nemico italiano: politica e morte del presidente dell'ENI attraverso i documenti segreti, 1945-1962, Milano, Leonardo Editore. ISBN 88-355-0033-8
- 1991. Il dissesto programmato, Bari, Dedalo Libri. ISBN 88-220-6115-2
- 1992. (EN)  Italian and American Patterns in a Conflictive Development, 2nd revised ed. 1993, Roskilde, RUC. ISSN 0906-6543 (WC · ACNP)
- 1992. (EN, DA)  European and American Patterns in a Conflictive Development, 3rd ed. 1994, Roskilde, RUC. ISBN 87-7349-217-5
- 1992. (DA, IT)  Fjernt fra Maastricht (Lontano da Maastricht), 2nd ed. 1993, Roskilde, RUC. ISBN 87-7349-218-3
- 1993. La morte necessaria di Enrico Mattei, Roma, Millelire Stampa Alternativa, 2nd ed. ISBN 88-7226-141-4
- 1993. (EN) Marginalization, specialisation and cooperation in the Baltic and Mediterranean Regions, the Wider Europe, Brussels, Commission of the European Communities, Science, Research and Development.
- 1995. De Gasperi e l'America, Palermo, Sellerio. ISBN 88-389-1110-X
- 1995. Obiettivo Mattei, Roma, Gamberetti. ISBN 88-7990-010-2
- 1996. (EN)  Maastricht from Scandinavia, Roskilde, RUC. ISSN 0307-872X
- 1996. Alcide De Gasperi. L'Italia atlantica, Roma, Manifestolibri. ISBN 88-7285-102-5
- 1996. James Monroe. Il manifesto dell'imperialismo americano, Roma, Manifestolibri. ISBN 88-7285-110-6
- 1997. John F. Kennedy. La nuova frontiera, Roma, Manifestolibri. ISBN 88-7285-120-3
- 1999. Giallo Mattei, Viterbo, Stampa Alternativa Nuovi Equilibri. ISBN 88-7226-508-8
- 2000. Il truglio, Palermo, Sellerio. ISBN 88-389-1623-3
- 2001. Enrico Mattei, Bologna, il Mulino, II ed. 2012. ISBN 88-15-07913-0
- 2002. Il segno della DC, Bari, Dedalo Libri. ISBN 88-220-6253-1
- 2002. Economia pubblica rimossa. Le partecipazioni statali dalla teoria degli oneri improri alla privatizzazione, Milano, Giuffrè, 2002 (in Studi in onore di Luca Buttaro, vol. V, pp. 241–289). ISBN 88-14-10088-8
- 2006. La Loggia della Philantropia, Palermo, Sellerio. ISBN 88-389-2141-5
- 2006. Perché uccisero Enrico Mattei: petrolio e guerra fredda nel primo grande delitto italiano, Roma, l'Unità Libri,
- 2009. L'inventore del trasformismo. Liborio Romano, strumento di Cavour per la conquista di Napoli, Soveria Mannelli, Rubbettino. Finalista Premio Acqui Storia 20010. ISBN 978-88-498-2496-4
- 2010. Obama. Il peso delle promesse. Yes, we can't, I ed. e II ed. ampliata, Lamezia Terme, Settecolori. ISBN 978-88-96986-00-4
- 2011. L'agente segreto di Cavour, Bari, Palomar. ISBN 978-88-7600-414-8
- 2013. Progetto di un impero, Napoli, La Città del Sole. ISBN 978-88-8292-310-5
- 2013. (EN)  Keynes Overturned, in Susan Petrilli (ed.), Writing, Voice, Undertaking, New York - Ottawa - Toronto, LEGAS, (pp. 107-116). ISBN 978-1-897493-41-0
- 2014. Capitalismo predatore (con Bruno Amoroso), Roma, Castelvecchi Rx. ISBN 978-88-6826-131-3
- 2015. La profezia di Sciascia, Milano, Archinto. ISBN 978-88-7768-676-3
- 2016. Arrestate Garibaldi. L'ordine impossibile di Cavour, Roma, Salerno Editrice. ISBN 978-88-6973-194-5
- 2017. La svolta occidentale. De Gasperi e il nuovo ruolo internazionale dell’Italia, Roma, Castelvecchi. ISBN 978-88-6944-810-2
- 2018. Il processo all'agente segreto di Cavour. L'ammiraglio Persano e la disfatta di Lissa, seconda ed. 2019, Soveria Mannelli, Rubbettino. Premio Basilicata (Saggistica storica) 2020. ISBN 978-88-498-5484-8
- 2022. Il realismo politico di De Gasperi. Fanfani invece vuole i missili americani, prefazione di Aldo A. Mola, Roma, Bastogi. ISBN 9-788855-011396
- 2023. Frammenti taciuti di storia germanica. Helmut Schmidt, volontario del Reich, da cancelliere lascerà inquietanti misteri, Roma, Bastogi. ISBN 9788855012065

## Trasmissioni radiofoniche
- Spazio 3, conversazioni su novità librarie (RAI, Radio 3, anni settanta e ottanta)
- Prima pagina, una settimana di rassegna quotidiana della stampa (RAI, Radio 3, 5-11 gennaio 1986)
- Enrico Mattei stratega del petrolio (RAI, Radio 2, 20 trasmissioni del ciclo Alle 8 della sera, 24 aprile - 19 maggio 2006) radio.rai.it